# Cyrtandra longiflora
Cyrtandra longiflora är en tvåhjärtbladig växtart som beskrevs av John William Moore. Cyrtandra longiflora ingår i släktet Cyrtandra och familjen Gesneriaceae. Inga underarter finns listade i Catalogue of Life.